# Luis Pérez-Sala
Luis Pérez-Sala Valls-Taberner (Barcelona, 15 de maio de 1959) é um ex-automobilista espanhol que competiu na Fórmula 1, Fórmula 3, Fórmula 3000 e Touring Cars.
Em julho de 2011 foi recrutado como consultor da equipe de Fórmula 1 Hispania. Em Dezembro do mesmo ano assumiu o cargo de chefe de equipe no lugar de Colin Kolles.

## Resultados na Fórmula 1
(legenda)
| Ano  | Equipe            | Chassis       | Motor                | Pneus | 1       | 2       | 3       | 4       | 5       | 6       | 7      | 8       | 9      | 10      | 11      | 12      | 13      | 14      | 15      | 16      | Pontos | Posição  |
| ---- | ----------------- | ------------- | -------------------- | ----- | ------- | ------- | ------- | ------- | ------- | ------- | ------ | ------- | ------ | ------- | ------- | ------- | ------- | ------- | ------- | ------- | ------ | -------- |
| 1989 | Minardi F1 Team   | Minardi M188B | Ford Cosworth DFZ V8 | P     | BRA Ret | SMR Ret | MON Ret |         |         |         |        |         |        |         |         |         |         |         |         |         | 1      | 28º      |
| 1989 | Minardi F1 Team   | Minardi M189  | Ford Cosworth DFZ V8 | P     |         |         |         | MEX NQ  | EUA Ret | CAN Ret | FRA NQ | GBR 6º  | ALE NQ | HUN Ret | BEL 15º | ITA 8º  | POR 12º | ESP Ret | JAP Ret | AUS NQ  | 1      | 28º      |
| 1988 | Lois Minardi Team | Minardi M188  | Ford Cosworth DFZ V8 | G     | BRA Ret | SAM 11º | MON Ret | MEX 11º | CAN 13º | EUA Ret | FRA NC | GBR Ret | ALE NQ | HUN 10º | BEL NQ  | ITA Ret | POR 8º  | ESP 12º | JAP 15º | AUS Ret | 0      | NC (22º) |